# Erik Per Sullivan
Erik Per Sullivan, född 12 juli 1991 i Worcester i Massachusetts, är en amerikansk tidigare barnskådespelare. Han är kanske främst känd för rollen som Dewey i TV-serien Malcolm – Ett geni i familjen (2000–2006) och det sjukliga barnhemsbarnet Fuzzy i Ciderhusreglerna (1999).
Erik Per Sullivans mor är från Sverige, så han talar både engelska och lite svenska.

## Filmografi
- 1998 – Armageddon
- 1999 – Ciderhusreglerna
- 2000–2006 – Malcolm – Ett geni i familjen (TV-serie) (151 avsnitt)
- 2001 – Wendigo
- 2001 – Joe Dirt
- 2002 – Unfaithful
- 2003 – Hitta Nemo (röst)
- 2004 – Julfritt
- 2006 – Arthur och Minimojerna (röst)
- 2007 – Mo
- 2010 – Twelve